# Selago subspinosa
Selago subspinosa är en flenörtsväxtart som beskrevs av O.M. Hilliard. Selago subspinosa ingår i släktet Selago och familjen flenörtsväxter. Inga underarter finns listade i Catalogue of Life.